# Mussig
Mussig település Franciaországban, Bas-Rhin megyében. Lakosainak száma 1124 fő (2022. január 1.). Mussig Baldenheim, Bœsenbiesen, Heidolsheim, Hessenheim és Sélestat községekkel határos.

## Népesség
A település népességének változása:
| Lakosok száma | 1165 | 1150 | 1175 | 1138 | 1168 | 1169 | 1154 | 1139 | 1124 |
|               | 2013 | 2015 | 2016 | 2017 | 2018 | 2019 | 2020 | 2021 | 2022 |